# Franco Nicolás Quiroz
Franco Nicolás Quiroz (Concordia, Entre Ríos, Argentina; 11 de mayo de 1998) es un futbolista profesional argentino que juega como lateral izquierdo en San Martín de Tucumán, de la Primera Nacional.

## Carrera
Quiroz empezó a jugar a temprana edad para el equipo juvenil de Monseñor Rösch. Luego llegó a las academias de Wanderers de Concordia, donde dio más que hablar con solo 15 años. Posteriormente llegaría a Colón de Santa Fe. En su paso por el Sabalero, fue al banco en 6 ocasiones entre 2017 y 2018, 4 de las cuales fueron en partidos de Primera División, mientras que las otras 2 fueron en la Copa Sudamericana, a mediados de 2018, contra São Paulo y Junior, respectivamente. Su primer partido como titular llegó finalmente el 28 de enero de 2019, completando los 90 minutos en la victoria por 2-0 contra Argentinos Juniors.
Después de 9 partidos con la camiseta de Colón, Quiroz fue cedido a Agropecuario, en enero de 2020. Allí no jugó ningún partido y en junio de ese mismo año volvería a Colón. En octubre, Quiroz rescindió su contrato con el club santafesino, llegando libre al Club General Díaz, de la Primera División de Paraguay. Debutó con una derrota en casa por 4-3 ante Libertad el 11 de noviembre, jugando durante 56 minutos antes de ser reemplazado por Diego Doldán.

## Estadísticas

### Clubes
Actualizado de acuerdo al último partido jugado el 17 de agosto de 2025.
| Club                        | Div.          | Temporada     | Liga  | Liga  | Liga   | Copas nacionales | Copas nacionales | Copas nacionales | Torneos internacionales | Torneos internacionales | Torneos internacionales | Total | Total | Total  |
| Club                        | Div.          | Temporada     | Part. | Goles | Asist. | Part.            | Goles            | Asist.           | Part.                   | Goles                   | Asist.                  | Part. | Goles | Asist. |
| --------------------------- | ------------- | ------------- | ----- | ----- | ------ | ---------------- | ---------------- | ---------------- | ----------------------- | ----------------------- | ----------------------- | ----- | ----- | ------ |
| C. A. Colón Argentina       | 1.ª           | 2018-19       | 5     | 0     | 0      | —                | —                | —                | —                       | —                       | —                       | 5     | 0     | 0      |
| C. A. Colón Argentina       | 1.ª           | 2019-20       | 3     | 0     | 0      | 1                | 0                | 0                | —                       | —                       | —                       | 4     | 0     | 0      |
| C. A. Colón Argentina       | Total club    | Total club    | 8     | 0     | 0      | 1                | 0                | 0                | 0                       | 0                       | 0                       | 9     | 0     | 0      |
| Agropecuario Argentina      | 2.ª           | 2019-20       | 1     | 0     | 0      | —                | —                | —                | —                       | —                       | —                       | 1     | 0     | 0      |
| Agropecuario Argentina      | Total club    | Total club    | 1     | 0     | 0      | 0                | 0                | 0                | 0                       | 0                       | 0                       | 1     | 0     | 0      |
| Club General Díaz Paraguay  | 1.ª           | 2020          | 3     | 0     | 0      | —                | —                | —                | —                       | —                       | —                       | 3     | 0     | 0      |
| Club General Díaz Paraguay  | Total club    | Total club    | 3     | 0     | 0      | 0                | 0                | 0                | 0                       | 0                       | 0                       | 3     | 0     | 0      |
| C. A. San Telmo Argentina   | 2.ª           | 2021          | 27    | 1     | 2      | 3                | 0                | 0                | —                       | —                       | —                       | 30    | 1     | 2      |
| C. A. San Telmo Argentina   | Total club    | Total club    | 27    | 1     | 2      | 3                | 0                | 0                | 0                       | 0                       | 0                       | 30    | 1     | 2      |
| San Martín (T) Argentina    | 2.ª           | 2022          | 10    | 0     | 1      | —                | —                | —                | —                       | —                       | —                       | 10    | 0     | 1      |
| Chacarita Juniors Argentina | 2.ª           | 2023          | 32    | 0     | 4      | 1                | 0                | 0                | —                       | —                       | —                       | 33    | 0     | 4      |
| Chacarita Juniors Argentina | Total club    | Total club    | 32    | 0     | 4      | 1                | 0                | 0                | 0                       | 0                       | 0                       | 33    | 0     | 4      |
| Atlético Rafaela Argentina  | 2.ª           | 2024          | 23    | 1     | 1      | —                | —                | —                | —                       | —                       | —                       | 23    | 1     | 1      |
| Atlético Rafaela Argentina  | Total club    | Total club    | 23    | 1     | 1      | 0                | 0                | 0                | 0                       | 0                       | 0                       | 23    | 1     | 1      |
| San Martín (T) Argentina    | 2.ª           | 2025          | 9     | 0     | 0      | —                | —                | —                | —                       | —                       | —                       | 9     | 0     | 0      |
| San Martín (T) Argentina    | Total club    | Total club    | 19    | 0     | 1      | 0                | 0                | 0                | 0                       | 0                       | 0                       | 19    | 0     | 1      |
| Total carrera               | Total carrera | Total carrera | 113   | 2     | 8      | 5                | 0                | 0                | 0                       | 0                       | 0                       | 118   | 2     | 8      |
| 1. 2.                       |               |               |       |       |        |                  |                  |                  |                         |                         |                         |       |       |        |